# Два с половиной империала — двадцать пять рублей золотом
Два с половиной империала (двадцать пять рублей золотом) — российская золотая подарочная монета Николая II. Монета чеканилась дважды: в 1896 году в честь восшествия на престол императора Николая II и в 1908 по случаю, вероятно, его сорокалетия.

## История
Ещё в правление Елизаветы Петровны указом от 12 ноября 1755 года начинается чеканка пяти и десяти рублей из золота 917 пробы. Из-за надписей «IМПРСКАЯ РОССЇИС МОН.» отчеканенных на реверсах таких монет, 10-рублёвые монеты стали называть империалом, а 5-рублёвые — полуимпериалом. Представленный на утверждение проект двадцатирублевой золотой монеты тогда был отклонён. При Петре III сохранилась стопа и принятое в царствование Елизаветы оформление имперских монет, не считая портрета на аверсе. В царствование Екатерины II империалы и полуимпериалы активно чеканятся, но постепенно их количество сокращается, а после 1786 года их чеканка практически прекращена. При императоре Александре I на короткое время возобновляется выпуск империалов и полуимпериалов, они чеканятся с 1802 по 1805 годы. Хотя полуимпериалы чеканятся практически без перерывов, после почти восьмидесятилетнего перерыва в 1886 году в обращение возвращается десятирублевый империал 900 пробы Александра III.
В 1897 году в ходе денежной реформы С. Ю. Витте у империала и полуимпериала сменился номинал при сохранении всех физических параметров монет: на империалах стали чеканить номинал в 15 рублей, на полуимпериалах — 7,5 рублей. Для сглаживания вероятной негативной реакции населения на повышение цены империала с 10 до 15 рублей планировалось даже ввести новую денежную единицу рус по аналогии с французским франком.
Иногда в России XIX века по торжественным случаям чеканились золотые в качестве императорских подарков. Сюда можно отнести памятные пять рублей 1832 года в честь первой партии золота, добытой на Колывано-Воскресенских приисках; донативные полуимпериал 1895 года и империал 1896 года.
В 1896 года была отчеканена необычная монета номиналом в 25 рублей или 2 1⁄2 империала. Монета была предназначена для дарения по случаю торжеств, посвящённых коронации императора Николая II. Изначально было отчеканено 300 монет: 100 из них были получены непосредственно императором, 200 — его дядей, великим князем Владимиром Александровичем. В 1899 году была отчеканена ещё одна монета для великого князя Александра Михайловича. Всего в итоге существовала 301 монета номиналом 2 1⁄2 империала 1896 года.
В 1908 году также была выпущена монета в 2 1⁄2 империала. Вероятно, она была отчеканена в честь сорокалетия российского императора. По каталогу В. В. Биткина тираж данной монеты составил 175 экземпляров.
Несмотря на то, что монеты чеканились на Санкт-Петербургском монетном дворе, на гурте монет обоих выпусков помимо надписи о содержании чистого золота отчеканена пятиконечная звёздочка (★) — символ Парижского монетного двора.

## Описание монет

### Монета 1896 года
Все монеты отчеканены на Санкт-Петербургском монетном дворе. Проба 900. Вес 32,19 г. Диаметр 33,6 мм.
На аверсе монеты изображён профильный портрет императора, влево. Круговая надпись: «Б. М.НИКОЛАЙ II ИМПЕРАТОРЪ И САМОДЕРЖЕЦЪ ВСЕРОСС.». Зубчатый ободок по краю.
На реверсе монеты Малый государственный герб Российской империи в точечном ободке. Круговая надпись: «❀ 2 1⁄2 ИМПЕРІАЛА ❀ 25 РУБЛЕЙ ЗОЛОТОМЪ. 1896 Г.». Зубчатый ободок по краю.
Гурт гладкий с надписью: «ЧИСТАГО ЗОЛОТА 6 ЗОЛОТНИКОВ 77,4 ДОЛИ ★».

### Монета 1908 года
Проба 900. Вес 32,41 г. Диаметр 33,3 мм.
На аверсе монеты изображён профильный портрет императора, влево. Круговая надпись: «Б. М.НИКОЛАЙ II ИМПЕРАТОРЪ И САМОДЕРЖЕЦЪ ВСЕРОСС.». Зубчатый ободок по краю.
На реверсе монеты Малый государственный герб Российской империи в точечном ободке. Круговая надпись: «❀ 2 1⁄2 ИМПЕРІАЛА ❀ 25 РУБЛЕЙ ЗОЛОТОМЪ. 1908 Г.». Зубчатый ободок по краю.
Гурт гладкий с надписью: «ЧИСТАГО ЗОЛОТА 6 ЗОЛОТНИКОВ 77,4 ДОЛИ ★».